# 2016년 중화민국 입법위원 선거 결과
다음 문서는 2016년 중화민국 입법위원 선거의 각 지역구별 결과를 정리하였다. 2016년 중화민국 입법위원 선거는 1월 16일에 총통 선거와 같이 실시되었다.

## 당선자
| 정당         | 당선비례 | 당선자 |
| ------------ | -------- | ------ |
| 민진당       | 60.18%   | 68     |
| 국민당       | 30.97%   | 35     |
| 시대역량     | 4.42%    | 5      |
| 친민당       | 2.65%    | 3      |
| 무당단결연맹 | 0.88%    | 1      |
| 무소속       | 0.88%    | 1      |

### 지역구
| 지역구               | 후보     | 정당         | 득표율 | 관할구역 |
| -------------------- | -------- | ------------ | ------ | --- |
| 타이베이 제1선거구   | 오사요   | 민진당       | 50.84% | 타이베이시 베이터우 구, 스린 구 갑 [스린 구 천모리 등 13개 리] |
| 타이베이 제2선거구   | 요원지   | 민진당       | 59.29% | 타이베이시 다퉁 구, 스린 구 을 [스린 구 인용리 등 38개 리] |
| 타이베이 제3선거구   | 장만안   | 국민당       | 46.68% | 타이베이시 중산 구, 쑹산 구 갑 [쑹산 구 정충리 등 20개 리] |
| 타이베이 제4선거구   | 이언수   | 국민당       | 46.68% | 타이베이시 네이후 구, 난강 구 |
| 타이베이 제5선거구   | 임욱방   | 시대역량     | 49.52% | 타이베이시 완화 구, 중정 구 갑 [중정 구 남문리 등 21개 리] |
| 타이베이 제6선거구   | 장내신   | 국민당       | 46.10% | 타이베이시 다안 구 |
| 타이베이 제7선거구   | 비홍태   | 국민당       | 45.05% | 타이베이시 신이 구, 쑹산 구 을 [쑹산 구 자우리 등 13개 리] |
| 타이베이 제8선거구   | 뇌사보   | 국민당       | 49.69% | 타이베이시 원산 구, 중정 구 을 [중정 구 수원리 등 10개 리] |
| 신베이 제1선거구     | 여손능   | 민진당       | 53.28% | 신베이시 스먼 구, 싼즈 구, 단수이 구, 바리 구, 린커우 구, 타이산 구 |
| 신베이 제2선거구     | 임숙분   | 민진당       | 68.75% | 신베이시 우구 구, 루저우 구, 싼충 구 갑 [싼충 구 부귀리 등 16개 리] |
| 신베이 제3선거구     | 고지붕   | 민진당       | 54.54% | 신베이시 싼충 구 을 [싼충 구 삼중리 등 103개 리] |
| 신베이 제4선거구     | 오병예   | 민진당       | 62.99% | 신베이시 신좡 구 갑 [신좡 구 중평리 등 75개 리] |
| 신베이 제5선거구     | 소교혜   | 민진당       | 40.77% | 신베이시 수린 구, 잉거 구, 신좡 구 을 [신좡 구 민안리 등 9개 리] |
| 신베이 제6선거구     | 장굉육   | 민진당       | 52.61% | 신베이시 수린 구, 잉거 구, 반차오 구 갑 [반차오 구 중정리 등 65개 리] |
| 신베이 제7선거구     | 나치정   | 민진당       | 53.61% | 신베이시 반차오 구 을 [반차오 구 구여리 등 61개 리] |
| 신베이 제8선거구     | 강영창   | 민진당       | 53.67% | 신베이시 중허 구 갑 [중허 구 역행리 등 76개 리] |
| 신베이 제9선거구     | 임덕복   | 국민당       | 52.44% | 신베이시 융허 구, 중허 구 을 [중허 구 태안리 등 17개 리] |
| 신베이 제10선거구    | 오기명   | 민진당       | 58.50% | 신베이시 투청 구, 싼샤 구 |
| 신베이 제11선거구    | 나명재   | 국민당       | 51.00% | 신베이시 신뎬 구, 선컹 구, 스딩 구, 핑린 구, 우라이 구 |
| 신베이 제12선거구    | 황국창   | 시대역량     | 51.52% | 신베이시 진산 구, 완리 구, 시즈 구, 핑린 구, 핑시 구, 루이팡 구, 솽시 구, 궁랴오 구                                                                                       |
| 타오위안 제1선거구   | 정운붕   | 민진당       | 47.25% | 타오위안시 루주 구, 구이산 구, 타오위안 구 갑 [타오위안 구 변주리 등 11개 리]                                                                                             |
| 타오위안 제2선거구   | 진뇌소미 | 민진당       | 50.17% | 타오위안시 다위안 구, 관인 구, 신우 구, 양메이 구 |
| 타오위안 제3선거구   | 진학성   | 국민당       | 44.71% | 타오위안시 중리 구 갑 [중리 구 석두리 등 73개 리] |
| 타오위안 제4선거구   | 정보청   | 민진당       | 50.05% | 타오위안시 타오위안 구 을 [타오위안 구 중로리 등 65개 리] |
| 타오위안 제5선거구   | 여옥영   | 국민당       | 43.86% | 타오위안시 핑전 구, 룽탄 구 |
| 타오위안 제6선거구   | 조정우   | 무소속       | 46.53% | 타오위안시 바더 구, 다시 구, 푸싱 구, 중리 구 을 [중리 구 흥인리 등 12개 리]                                                                                              |
| 타이중 제1선거구     | 채기창   | 민진당       | 60.14% | 타이중시 다자 구, 다안 구, 와이푸 구, 칭수이 구, 우치 구 |
| 타이중 제2선거구     | 안관항   | 국민당       | 46.65% | 타이중시 사루 구, 룽징 구, 다두 구, 우르 구, 우펑 구, 다리 구 갑 [다리 구 동호리 등 2개 리]                                                                               |
| 타이중 제3선거구     | 홍자용   | 시대역량     | 53.87% | 타이중시 허우리 구, 선강 구, 다야 구, 탄쯔 구 |
| 타이중 제4선거구     | 장요만견 | 민진당       | 52.77% | 타이중시 시툰 구, 난툰 구 |
| 타이중 제5선거구     | 노수연   | 국민당       | 51.52% | 타이중시 베이툰 구, 베이 구 |
| 타이중 제6선거구     | 황국서   | 민진당       | 55.74% | 타이중시 시 구, 중 구, 둥 구, 난 구 |
| 타이중 제7선거구     | 하흔순   | 민진당       | 63.07% | 타이중시 타이핑 구, 다리 구 을 [다리 구 대리 리 등 25개 리] |
| 타이중 제8선거구     | 강개신   | 국민당       | 49.62% | 타이중시 펑위안 구, 스강 구, 신서 구, 둥스 구, 허핑 구 |
| 타이난 제1선거구     | 엽의진   | 민진당       | 71.22% | 타이난시 허우비 구, 바이허 구, 베이먼 구, 쉐자 구, 옌수이 구, 신잉 구, 류잉 구, 둥산 구, 장쥔 구, 샤잉 구, 류자 구, 관톈 구                                               |
| 타이난 제2선거구     | 황위철   | 민진당       | 76.47% | 타이난시 치구 구, 자리 구, 마더우 구, 산화 구, 다네이 구, 위징 구, 난시 구, 시강 구, 안딩 구, 신스 구, 산상 구, 신화 구, 쭤전 구, 난화 구                                 |
| 타이난 제3선거구     | 진정비   | 민진당       | 71.38% | 타이난시 안난 구, 베이 구, 중시 구 |
| 타이난 제4선거구     | 임순헌   | 민진당       | 58.90% | 타이난시 안핑 구, 난 구, 둥 구 |
| 타이난 제5선거구     | 왕정우   | 민진당       | 72.05% | 타이난시 융캉 구, 런더 구, 구이런 구, 관먀오 구, 룽치 구 |
| 가오슝 제1선거구     | 구의영   | 민진당       | 59.02% | 가오슝시 타오위안 구, 나마샤 구, 자셴 구, 류구이 구, 산린 구, 네이먼 구, 치산 구, 마오린 구, 아롄 구, 톈랴오 구, 옌차오 구, 다서 구, 다수 구                              |
| 가오슝 제2선거구     | 구지위   | 민진당       | 63.24% | 가오슝시 자딩 구, 후네이 구, 루주 구, 융안 구, 강산 구, 미퉈 구, 쯔관 구, 차오터우 구                                                                                     |
| 가오슝 제3선거구     | 유세방   | 민진당       | 53.51% | 가오슝시 난쯔 구, 쭤잉 구 |
| 가오슝 제4선거구     | 임대화   | 민진당       | 75.53% | 가오슝시 런우 구, 냐오쑹 구, 다랴오 구, 린위안 구 |
| 가오슝 제5선거구     | 관벽령   | 민진당       | 59.44% | 가오슝시 구산 구, 옌청 구, 치진 구, 싼민 구 갑 [싼민 구 천동리 등 41개 리]                                                                                                |
| 가오슝 제6선거구     | 이곤택   | 민진당       | 58.94% | 가오슝시 싼민 구 을 [싼민 구 정금리 등 45개 리] |
| 가오슝 제7선거구     | 조천린   | 민진당       | 60.50% | 가오슝시 첸진 구, 신싱 구, 링야 구, 첸전 구 갑 [첸전 구 복국리 등 8개 리]                                                                                                 |
| 가오슝 제8선거구     | 허지걸   | 민진당       | 59.13% | 가오슝시 펑산 구 |
| 가오슝 제9선거구     | 뇌서융   | 민진당       | 60.57% | 가오슝시 샤오강 구, 첸전 구 을 [첸전 구 초아리 등 51개 리] |
| 자이 시 선거구       | 이준읍   | 민진당       | 53.95% | 자이 시 전역 |
| 신주 시 선거구       | 가건명   | 민진당       | 41.33% | 신주 시 전역 |
| 지룽 시 선거구       | 채적영   | 민진당       | 41.45% | 지룽 시 전역 |
| 장화 현 제1선거구    | 왕혜미   | 국민당       | 56.20% | 장화 현 선강 향, 셴시 향, 푸싱 향, 슈수이 향 , 허메이 진, 루강 진 |
| 장화 현 제2선거구    | 황수방   | 민진당       | 45.07% | 장화 현 장화 시, 화탄 향, 펀위안 향 |
| 장화 현 제3선거구    | 홍종습   | 민진당       | 44.58% | 장화 현 팡위안 향, 푸옌 향, 푸신 향, 다청 향, 주탕 향, 피터우 향, 시저우 향, 얼린 진, 시후 진, 베이더우 진                                                                |
| 장화 현 제4선거구    | 진소월   | 민진당       | 57.24% | 장화 현 위안린 시, 다춘 향, 융징 향, 서터우 향, 톈웨이 향, 얼수이 향, 톈중 진                                                                                             |
| 자이 현 제1선거구    | 채역여   | 민진당       | 52.96% | 자이 현 푸즈 시, 타이바오 시, 류자오 향, 둥스 향, 이주 향, 루차오 향, 수이상 향, 부다이 진                                                                                |
| 자이 현 제2선거구    | 진명문   | 민진당       | 65.18% | 자이 현 시커우 향, 메이산 향, 류자오 향, 신강 향, 민슝 향, 주치 향, 중푸 향, 판루 향, 아리산 향, 다푸 향, 다린 진                                                         |
| 신주 현 선거구       | 임위주   | 국민당       | 36.75% | 신주 현 전역 |
| 화롄 현 선거구       | 소미금   | 민진당       | 53.77% | 화롄 현 전역 |
| 먀오리 현 제1선거구  | 진소명   | 국민당       | 42.26% | 먀오리 현 짜오챠오 향, 시후 향, 퉁뤄 향, 싼이 향 , 주난 진, 허우룽 진, 퉁샤오 진, 위안리 진                                                                               |
| 먀오리 현 제2선거구  | 서지영   | 국민당       | 49,90% | 먀오리 현 먀오리 시, 싼완 향, 난좡 향, 터우우 향, 스탄 향 , 궁관 향, 다후 향, 타이안 향, 터우펀 진, 줘란 진                                                               |
| 난터우 현 제1선거구  | 마문군   | 국민당       | 54.77% | 난터우 현 궈싱 향, 런아이 향, 중랴오 향, 위츠 향, 챠오툰 진 , 푸리 진 |
| 난터우 현 제2선거구  | 허숙화   | 국민당       | 56.65% | 난터우 현 난터우 시, 밍젠 향, 루구 향, 수이리 향, 신이 향, 지지 진 , 주산 진                                                                                              |
| 펑후 현 선거구       | 양요     | 민진당       | 55.40% | 펑후 현 전역 |
| 핑둥 현 제1선거구    | 소진청   | 민진당       | 70.00% | 핑둥 현 리강 향, 가오수 향, 싼디먼 향, 우타이 향, 주루 향 , 옌푸 향, 창즈 향, 네이푸 향, 마자 향, 타이우 향, 주톈 향, 완롼 향, 차오저우 진                                |
| 핑둥 현 제2선거구    | 종가빈   | 민진당       | 52.55% | 핑둥 현 핑둥 시, 린뤄 향, 완단 향 |
| 핑둥 현 제3선거구    | 장서웅   | 민진당       | 53.53% | 핑둥 현 신위안 향, 칸딩 향, 난저우 향, 신피 향, 라이이 향, 린볜 향, 자둥 향, 팡랴오 향, 춘르 향, 팡산 향, 스쯔 향, 무단 향, 처청 향, 만저우 향, 류추 향, 둥강 진, 헝춘 진 |
| 타이둥 현 선거구     | 유도호   | 민진당       | 41.94% | 타이둥 현 전역 |
| 이란 현 선거구       | 진구백   | 민진당       | 53.68% | 이란 현 전역 |
| 윈린 현 제1선거구    | 소치분   | 민진당       | 53.33% | 윈린 현 마이랴오 향, 타이시 향, 둥스 향, 바오중 향, 쓰후 향, 위안창 향, 커우후 향, 수이린 향, 투쿠 진, 후웨이 진, 베이강 진                                               |
| 윈린 현 제2선거구    | 유건국   | 민진당       | 68.17% | 윈린 현 더우류 시, 룬베이 향, 얼룬 향, 치퉁 향, 린네이 향, 다피 향, 구컹 향, 시뤄 진, 더우난 진                                                                           |
| 진먼 현 선거구       | 양진오   | 국민당       | 45.08% | 진먼 현 전역 |
| 롄장 현 선거구       | 진설생   | 국민당       | 68.07% | 롄장 현 전역 |
| 저지대 원주민 선거구 | 정천재   | 국민당       |        | |
| 저지대 원주민 선거구 | 진영     | 민진당       |        | |
| 저지대 원주민 선거구 | 요국동   | 국민당       |        | |
| 고지대 원주민 선거구 | 공문길   | 국민당       |        | |
| 고지대 원주민 선거구 | 간동명   | 국민당       |        | |
| 고지대 원주민 선거구 | 고금소매 | 무당단결연맹 |        | |

### 비례대표
| 정당     | 득표율 | 당선자 |
| -------- | ------ | ------ |
| 민진당   | 44.06% | 18     |
| 국민당   | 26.90% | 11     |
| 친민당   | 6.52%  | 3      |
| 시대역량 | 6.10%  | 2      |